# Sjoe
Sjoe is een god uit het Egyptische scheppingsverhaal, een van de eerste goden geschapen door de schepper. Hij kwam voort uit Atoem.
Hij was de god van de droge lucht, terwijl zijn zuster Tefnut het natte element voorstelde. Ze zijn broer en zus Geb en Noet en de meter en peter van Osiris, Isis, Seth, Horus en Nephthys. Sjoe behoort tot de Enneade van Heliopolis, maar had een speciale verering in Leontopolis, in de Nijldelta. Sjoe wordt uitgebeeld met een menselijke gedaante waarop een veer staat. Hij staat vaak tussen Geb en Noet. Hij ondersteunt zoals Atlas de hemel.